# Assiminea obtusa
Assiminea obtusa е вид коремоного от семейство Assimineidae. Видът не е застрашен от изчезване.

## Разпространение
Разпространен е във Виетнам и Тайланд.